# Reinaldo de Souza
Reinaldo de Souza es un exfutbolista brasileño.  

## Clubes
| Club              | País          | Año          |
| ----------------- | ------------- | ------------ |
| Palmeiras         | Brasil        | 2000 - 2001) |
| Avaí FC           | Brasil        | 2002 – 2003  |
| Jaguares          | Brasil        | 2004         |
| Criciúma          | Brasil        | 2004 - 2005  |
| Ulsan Hyundai FC  | Corea del Sur | 2005         |
| Botafogo          | Brasil        | 2005 - 2006  |
| Vestel Manisaspor | Turquía       | 2007         |
| Botafogo          | Brasil        | 2007 - 2008  |
| Gremio            | Brasil        | 2008 -2009   |
| Vestel Manisaspor | Turquía       | 2009 -2010   |
| Atlético Mineiro  | Brasil        | 2010         |